# 27 messidor
27 prairial 27 thermidor
Le septidi 27 messidor, officiellement dénommé jour de l'ail, est le 297e jour de l'année du calendrier républicain.
C'était généralement le 15e jour du mois de juillet dans le calendrier grégorien.